# Martin Sunnqvist
Olof Martin Sunnqvist, född 25 juli 1975, är en svensk jurist, professor, rättshistoriker och heraldiker.

## Biografi
Sunnqvist har studerat juridik vid Lunds universitet och avlade juris kandidatexamen där 2001. År 2014 disputerade han på en avhandling i rättshistoria och avlade juris doktorsexamen. Han blev docent i rättshistoria 2019, universitetslektor i rättshistoria 2020 och professor i rättshistoria 2023, allt vid Lunds universitet. Sunnqvist har också varit rådman i Malmö tingsrätt 2014–2020.
Sedan den 1 oktober 2024 är han ordenshistoriograf vid Kungl. Maj:ts Orden.
Martin Sunnqvist är verksam som heraldiker. Han är ordförande för Svenska Vapenkollegiet (sedan bildandet 2007) och Societas Heraldica Scandinavica (sedan 2018).

## Utmärkelser och ledamotskap
- Svenska Heraldiska Föreningens förtjänstmedalj i guld (SHFGM, 2021)
- Ledamot av Vetenskapssocieteten i Lund (LVSL, 2020)[6]
- Académicien av l’Académie Internationale d’Héraldique (2019, Membre associé 2011)[7]